# Савремена породица
Породица је основна друштвена јединица коју чини заједница људи повезаних брачним везама, крвним сродством или усвајањем и обично представља једно домаћинство.

## Савремена породица
Термин савремена породица се почео употребљавати упоредо са глобализацијом и либерализацијом у друштву и друштвеним односима почев од економије па до културе. Под утицајем трансформације свих традиционалних, конзервативних и догматских елемената у друштвеној структури савременог друштва настаје савремена породица.
Савремена породица има у социолошкој литератури више назива: радничко - службеничка, мала породица, индивидуална, проста, инокосна, биолошка, нуклеарна, супружничка, брачна, индустријска и др.

## Задаци савремене породице
Савремена породица, упркос високом нивоу технолошког развоја, мора да се побрине за неке елементарне потребе и функције чланова породице (исхрана, становање, грејање, облачење, хигијена...), затим да се стара и штити младе, немоћне, болесне и инвалидне чланове и да им омогући задовољавање културно-образовних и рекреативних потреба у циљу одржавања њихове психичке и емотивне равнотеже.
Савремена породица је микро друштвена заједница за којом свако дете осећа потребу јер су циљеви и задаци који се у њој остварују чврсти темељи целокупног његовог живота. Као ненадокнадива средина, породица је место у коме се дете манифестује у свим својим најинтимнијим особинама у којима налази љубав, топлину и мир.

## Проблеми савремене породице
Први проблем са којим се савремена породица сусреће јесте сиромаштво. Истраживања показују да једна петина светског становништва живи у сиромаштву. Сиромаштво је присутно у локалним срединама, у појединим регионима, па и целим континентима. Поред великог економског и технолошког напретка сиромаштво се шири свуда у свету.
Један од проблема, сваким даном све присутнији, са којим се сусреће савремена породица, јесте проблем насиља. Породице су угрожене насиљем како унутар самих породица, тако и насиљем у непосредном окружењу. Насиље унутар породица карактеристично је за сва савремена друштва без обзира на њихову економску и укупну развијеност. Насилничко понашање се испољава од стране супружника међусобно (посебно мужа према жени), од стране родитеља према деци, као и од стране деце према родитељима (Евинг Цх. П., 1997). Висок степен насиља у породици има своје корене у фрустрацијама, страху, неизвесности и тешкоћама које поједини чланови доживљавају у друштву и то преносе на породицу.
Савремена породица постаје, посебно у економски развијеним срединама, све мање привлачно место за живот и све мање пожељно уточиште за њене чланове. Топлину дома у којој се некада развијала блискост и подршка замењује породични “пакао” из кога сви желе да што пре побегну. Недостатак слободе, усамљеност, мало обраћање пажње на децу, одсуство подршке родитеља, потребе за слободним развојем личности претварају породицу у поприште борбе различитих жеља и амбиција, уместо складних односа, подршке и помоћи.""

## Цитати
“У вођењу породице више пажње треба посветити људима него стицању некретнина, и више се треба бринути о ваљаности људи него о добром стању имања које сачињава богатство.” - Аристотел
“Породица је...институција којој дугујемо човечност. Не познајемо други начин на који се стварају људска бића осим одгоја у породици.” - Маргарет Мид.